# Tabula Clesiana
Tabula Clesiana je bronzová deska z období vlády císaře Claudia, objevená v roce 1869 v severoitalském Cles. Je hlavním dokumentem, popisující status oblasti Tridentska v Římském impériu. V době svého objevu představovala důležitou oporu národně osvobozeneckého boje Italů v Jižním Tyrolsku. Je uložena v muzeu Castello del Buonconsiglio v Trentu.

## Nález
Podle zprávy městského úřadu Cles z 30. dubna 1869 byla deska objevena náhodou 29. dubna 1869 v lokalitě známé jako Campi Neri. Zde byly již dříve nalezeny další starověké předměty, včetně nápisů zasvěcených bohu Saturnovi. Objev desky spolu s rezavými hroty oštěpů a drobnými stříbrnými obětinami učinil dělník, který kopal jámu pro vápno.

## Popis
Tabula Clesiana je bronzová deska o rozměrech 499 x 378 mm a tloušťce 6,1 mm. Ve čtyřech rozích jsou kruhové otvory o průměru 5 milimetrů, které umožňují připevnění ke stěně. Hmotnost je 7,14 kg. Deska je mírně ohnutá a má dvě promáčkliny.
Text se skládá z 1590 znaků uspořádaných na 37 řádcích. Znaky jsou většinou 7 milimetrů vysoké, v první a páté řadě jsou vysoké asi 1,5 centimetru.

## Starověký význam
Edikt obsahuje dvě témata. První hovoří o řešení sporů mezi kmeny v oblasti, která není doposud přesně určena. Nejpravděpodobněji jde o oblast Val Bregaglia. Není doposud známo, zda se jednalo o spory územní nebo fiskální. Druhé téma se týká statusu obyvatel v dnešním údolím Val di Non a významu obyvatel Tridentska v Římské říši. Právě tato část okamžitě vyvolala politické pohyby po nálezu Tabuly. Území v severních Alpách byla dobyta za Augusta. Jeho nástupci Tiberius a Caligula o správu území příliš nedbali, na což si Claudius v textu stěžuje. V hlavičce Tabuly je uveden 16. březen, ze jmen konzulů lze určit rok 46.

## Novověký význam
Text v Tabula Clesiana v podstatě udával, že Trentinsko bylo součástí Římské říše. V této souvislosti měl na italskou menšinu v Tyrolsku silný dopad.  Dva dny po nálezu zveřejnily noviny La Voce Cattolica zprávu o nálezu. Konkurenční tisk Il Trentino rozšířil zprávu o další podrobnostmi a informoval již o obsahu textu. Tvrdil, že jde o důkaz toho, že Trentino ve starověku bylo římské a ne země Rétů. Německy psané noviny Bote für Tirol und Vorarlberg neurčitě a obecně hovořily o zajímavém nálezu. Italské noviny Il Trentino ihned odpověděly, že „... zatímco Trentino bylo již vzkvétající římskou kolonií a občané Trentina se rovnali Římanům, země, která se nyní jmenuje Tyrolsko, měla ještě téměř čtrnáct století před sebou do doby, než jakýkoli dokument zaznamená jeho jméno."
Nález desky přišel v nejvhodnější době pro italské národně osvobozenecké hnutí, v období po rakouském fiasku u Hradce Králové. Tehdy se Itálie obracela na Prusko jako na spojence. K posouzení nálezu byl vyzván německý historik Theodor Mommsen, věhlasný znalec římských dějin z Berlína. Ten odpověděl prací Edikt des Kaisers Claudius über das römische Bürgerrecht der Anauner von J.46. Překlad byl uveden v Il Trentino ještě v roce 1869  jako příloha čísla s tím, že zisk z prodeje tohoto čísla bude věnován na výstavbu pomníku Danta Alighieriho v Trentu.

## Překlad
| „                                                                   | Během konzulátu Marca Junia Silana a Quinta Sulpicia Camerina,16. března, v praetoriu Baia, byl vyvěšen edikt Tiberia Claudia Augusta Germanica , který je uveden níže. Tiberius Claudius Caesar Augustus Germanicus, pošesté pontifex maximus s tribunskou mocí, po jedenácté císař, otec vlasti, jmenovaný konzul počtvrté, říká: Vzhledem k tomu, že existují dlouhodobé spory sahající až do dob mého strýce, císaře Tiberia, který pověřil Pinaria Apollinaria, aby urovnal spor mezi Comacy a pokud si pamatuji, Bergaliery, došlo k tomu, že kvůli neustálé nepřítomnost nebylo dosaženo rozhodnutí, a to ani za vlády Gaia (Caligula), protože si o tom pravděpodobně nikdy nevyžádal zprávu, aby měl lepší přehled. Když mi pak Camurius Statutus oznámil, že velká část dotyčných pozemků a lesů patří mně, poslal jsem na místo svého přítele a společníka Julia Plantu, aby spolupracoval s mými zástupci, kteří pocházeli z místních obyvatel a má být zajištěno provádět pečlivé průzkumy a zjišťovat pravdivá fakta. Pokud jde o situaci Anaunů, Tulliassi a Sinduni, o nichž jsem byl informován, že někteří patří k Trentinům a někteří nikoli, musím přiznat, že římské občanství těchto kmenů spočívá na dosti nejasném původu; na druhé straně se říká, že tito lidé ho vlastnili odedávna a že jsou tak pomícháni s Trentiny, že by je od nich nebylo možné oddělit bez vážného poškození této velkolepé komunity. Dovoluji tedy svou milostí a přízní, aby zůstali ve stavu, který předpokládali, a tím raději, jak mi bylo řečeno, že mnozí z nich také slouží u pretoriánů a někteří z nich tam dokonce velí, a že nemálo z nich vykonávalo soudní funkce v dekurii v Římě. Uděluji jim tuto svou přízeň takovým způsobem, že cokoli, co udělali a vykonali jako římští občané, ať už mezi sebou, s Tridenty nebo s ostatními, bude na můj příkaz ověřeno a povoluji ty tituly, které již mají, jako by římskými občany byli. | “ |
| — Tiberius Claudius Caesar Augustus Germanicus, 799 Ab urbe condita | |   |